# Organización Revolucionaria Secreta de la Juventud Macedonia

Constitución de la Organización Revolucionaria Secreta de la Juventud de Macedonia (15 de marzo de 1921)

La Organización Revolucionaria Secreta de la Juventud Macedonia o MYSRO (en búlgaro: Македонска младежка тайна революционна организация, en macedonio: Македонска младинска тајна револуционерна организација), era el nombre de una organización juvenil secreta pro-búlgara establecida por la Organización Interna Revolucionaria de Macedonia, activa en la mayoría de las regiones de Macedonia entre 1922 y 1941. Los estatutos de la MYSRO fueron aprobados personalmente por el líder de la OIRM, Todor Alexandrov. El objetivo de la MYSRO estaba en concordancia con el estatuto de la OIRM: la unificación de toda Macedonia en una unidad autónoma dentro de la Gran Bulgaria.
Fue fundada en 1921-1922 en Zagreb por estudiantes de la Macedonia del Vardar, pronto ganó influencia entre las comunidades búlgaras macedonias en Belgrado, Viena, Graz, Praga, Liubliana y otros lugares donde vivían los estudiantes macedonios.
En poco tiempo, su influencia se había extendido entre la juventud estudiantil de la Macedonia yugoslava y griega y de toda Europa.
Después del juicio a los estudiantes de Skopie seguidores de la MYSRO, la intelectualidad local delegó aún más la estructura organizativa. En Grecia, el gobierno exilió a decenas de presuntos miembros a las islas del Egeo. Cuando en 1941 los gobernantes yugoslavo y griego fueron reemplazados por la administración búlgara, la organización quedó marginada y finalmente fue disuelta.